# IC 3014
IC 3014 — галактика типу SBbc (компактна витягнута галактика) у сузір'ї Гончі Пси.
Цей об'єкт міститься в оригінальній редакції індексного каталогу.